# Hans Hilding
Hans Hilding, född 19 februari 1941 i Limhamn, är en svensk målare, skulptör och grafiker. 
Hilding är som konstnär autodidakt och bedrev självstudier under resor i Europa. Han har från 1969 medverkat i ett stort antal utställningar. Bland hans offentliga arbeten märks utsmyckningen för Kockums i Malmö 1979. Han var gästdocent vid Münchner-Malschule 1977. Hilding är representerad i Köpenhamn och Oslo. 